# Norges Døveforbund
La Norges Døveforbund (in lingua italiana Associazione dei Sordi Norvegesi) è l'associazione della comunità sorda norvegese.